# رولاند ماكغي
رولاند ماكغي (بالإنجليزية: Roland McGhee)‏ هو عداء سريع أمريكي، ولد في 15 أكتوبر 1971 في فلينت في الولايات المتحدة.

## وصلات خارجية
- رولاند ماكغي على موقع الاتحاد الدولي لألعاب القوى (الإنجليزية)